# William Wirt Allen
William Wirt Allen (11 septembre 1835 - 21 novembre 1894) est un brigadier général de l'armée des États confédérés pendant la guerre de Sécession. Il atteint le rang pour commander une division d'un corps de cavalerie de l'armée du Tennessee dans les derniers jours de la guerre.

## Avant la guerre
William W. Allen naît à New York City, New York de Wade Hampton Allen, un homme d'affaires prospère avec des intérêts agricoles dans le sud, et d'Eliza Sayre Allen. Peu après sa naissance, la famille déménage à Montgomery, Alabama, où il est éduqué avant d'entrer à l'université de Princeton dans le New Jersey. Après avoir obtenu son diplôme en 1854, il étudie le droit, mais choisit de retourner à la vie de planteur. Le 13 août 1857, à Montgomery, il se marie avec Susan P. Ball (1840–1915), avec qui il aura onze enfants.

## Guerre de Sécession
Après la sécession de l'Alabama et le bombardement du Fort Sumter, Allen s'engage dans la nouvelle armée confédérée qui est levée et est élu lieutenant de la compagnie A, des « Montgomery Mounted Rifles ». L'année suivante, lorsque l'État organise le 1st Alabama Cavalry, Allen obtient le grade de commandant le 18 mars 1862, et participe à la bataille de Shiloh en avril le long de la rivière Tennessee. À la suite, il est promu colonel du régiment avant la campagne du Kentucky, et mène le 1st Alabama Cavalry à la bataille de Perryville, où il est blessé légèrement. Plus tard dans l'année, il est sérieusement blessé lors de la bataille de Murfreesboro alors qu'il commande une brigade.
Loin de l'action pendant une année pendant qu'il récupère de son opération qui le laisse handicapé de la main droite, Allen retourne sur le terrain au début de 1864. Le 26 février 1864, il est promu brigadier général et prend le commandement d'une brigade de cavalerie à Dalton, Georgia. Sa brigade est composée des régiments 1st, 3 rd, 4th, 9th, 12th, and 51st Alabama Cavalry, et est affectée au corps de Joseph Wheeler de l'armée du Tennessee. Allen commande la brigade tout au long de la campagne d'Alabama. En août, une brigade de cavalerie de Géorgie est ajoutée aux forces d'Allen, et plus tard à la brigade d'Anderson. Allen, maintenant à la tête d'une division entière, participe à la campagne d'Atlanta pendant l'été, et à l'opposition de la marche de Sherman vers la mer.
Bien que Jefferson Davis le promeut major général en février 1865, le sénat confédéré ne confirme pas sa promotion. Au début de 1865, la division d'Allen combat lors de la campagne des Carolines, Allen et ses hommes se rendent à Concord, Caroline du Nord, le 3 mai 1865. Il est libéré sur parole peu après en tant que brigadier général.

## Après la guerre
Allen retourne chez lui en Alabama et reprend ses activités agricoles. Il s'implique dans l'industrie ferroviaire et plus tard il sert en tant qu'adjudant général pendant l'administration de Président Grover Cleveland. Il est pendant un temps marshal des États-Unis. Allen aide à créer et organiser l'association des survivants confédérés de Montgomery. Sa veste d'uniforme trouée par une balle et son drapeau de combat sont enterrés dans la pierre angulaire du monument confédéré de Montgomery.
En 1893, William W. Allen déménage à Sheffield, Alabama, où il meurt d'une maladie cardiaque l'année suivante. Il est enterré dans le cimetière d'Elmwood de Birmingham.
Le chapitre 199, major général William Wirt Allen, du Military Order of the Stars and Bars lui rend hommage.